# Маса
Вижте пояснителната страница за други значения на Маса.
Масата е скаларна физична величина, една от основните във физиката. Първоначално тя характеризира количеството вещество в едно тяло, което е мярка на способността на това тяло да оказва съпротива на приложена сила (инертна маса) или свойството му на гравитационно въздействие върху друго тяло (гравитационна маса или тегло). Тя е основно понятие в класическата механика и е тясно свързана с понятията импулс и енергия. Масата е общо свойство на всички тела, всяко макро тяло има маса. Колкото повече вещество се съдържа в едно тяло, толкова неговата маса е по-голяма.
Съвременната физика има малко по-различно понятие за маса. В класическата механика масата на системата е равна на сумата от масите на съставящите я тела. В релативистката механика масата не е адитивна физична величина, тоест масата на системата в общия случай не е равна на аритметичната сума на масите на компонентите, защото включва в себе си както енергията на свързване, така и енергията на движението на частиците една спрямо друга.
Масата като научен термин е въведена от Исак Нютон като мярка на количеството материя. В книгата си „Математически принципи на натуралната философия“ (1687 г.) Нютон определя „количеството материя“ във физическото тяло като продукт на неговата плътност и обем. Освен това той посочва, че в същия смисъл трябва да се използва термина маса и показва, че теглото е пропорционално на масата.
Нютон всъщност използва само две концепции за маса – като мярка за инерцията и като източник за силата на тежестта. Тълкуването ѝ като мярка за количеството материя е по-скоро нагледна илюстрация и това тълкуване е критикувано още в 19 век като нефизично и безсмислено.
Дълго време за един от основните закони на природата е смятан закона за запазване на масата. Въпреки това в 20 век става ясно, че този закон е ограничена версия или ограничен вариант на закона за запазване на енергията и при отделни обстоятелства не е спазен (например в квантовата механика и специалната теория на относителността).

## Мерни единици
Основната единица за измерване на маса в SI e килограмът (kg). В някои области на физиката е по-удобно да се използват други единици за маса. Един грам (g) е 1/1000 от килограма и е основната единица в CGS. Грамът е представен за първи път през 1795 г. с определение въз основа на плътността на водата (така, че при температурата на топене на леда, един кубически сантиметър вода има маса на един грам). От 1889 г. насам един килограм е масата на международния еталон, независим от метъра или свойствата на водата. През октомври 2011 г. 24-тата Генерална конференция по мерки и теглилки взима решение да се вземе под внимание намерението да се даде ново определение на килограма по отношение на константата на Планк, насрочено за 2014 г.
Друга единица, която се използва за маса, е един тон (t), равен на 1000 kg. Във физиката на елементарните частици най-често масата се мери с единицата електронволт (eV). Един електронволт е равен на 1,602189 × 10−19 J, което е единица за работа или енергия, но поради тъждествеността на маса и енергия произтичащо от теорията на относителността и уравнението на Айнщайн
{\displaystyle E_{0}=mc^{2}}
се получава, че на енергия един електронволт при скорост с = 300 000 km/s съответства маса 1,783 × 10-36 kg
Единицата за атомна маса (u) е дефинирана така, че един атом на въглерода има маса 12 u. Една либра (или паунд) е равна на 0,45359237 kg, а масата на Планк е равна на 2,176 51(13).10−8 kg. Използват се също слънчевата маса, фунт, унция и карат.
Разликата между маса и тегло става важна и съществена за измервания с точност, по-добра от няколко процента (поради незначителни разлики в силата на гравитационното поле на Земята на различни места), и на места, далече от повърхността на Земята, като в пространството или на други планети.

## Инертна и гравитационна маса
От гледна точка на класическата механика има две различни величини, наречени маса.

### Инертна маса
Инертната маса е количествена мярка за инертността на едно тяло. Колкото по-голяма е тази инертност, толкова по-трудно тялото може да промени състоянието си на движение. Това означава, че от две тела с различна маса, на които обаче действа еднаква сила, това с по-голямата маса ще има по-малко ускорение. Това може лесно да се изрази с втория закон на Нютон. Той гласи:
{\displaystyle {\vec {F}}={\frac {d}{dt}}(m{\vec {v}})}
където {\displaystyle {\vec {F}}} е приложената сила, {\displaystyle m} – масата на тялото и {\displaystyle {\vec {v}}} неговата скорост.
В класическата механика масата се приема за постоянна величина, което произтича от закона за запазване на масата, според който (I) масата е мярка за количеството вещество, съдържащо се в тялото, и (II) материята не се появява и изчезва, тя само се преобразува от един вид в друг. Трябва да се отбележи, че класическата механика е приложима и към тела с променяща се маса, например ракета, чиято маса намалява при изгаряне на горивото. Намаляването на масата е заради приемането, че изтласканата с реактивната струя маса намалява масата на тялото, при което е приложима формулата на Циолковски. Всъщност сумата от масите на ракетата и на изтласканото от струята вещество е постоянна и е равна на стартовата маса на ракетата.
При постоянна маса вторият закон на Нютон може да се запише по следния начин:
{\displaystyle {\vec {F}}=m{\frac {d{\vec {v}}}{dt}}=m{\vec {a}}}
където {\displaystyle {\vec {a}}} е ускорението на тялото. Както се вижда то е правопропорционално на приложената върху него сила {\displaystyle {\vec {F}}} и обратно пропорционално на неговата маса {\displaystyle m}
Тази формула показва връзката между масата и инертността на тялото. Ако върху две тела с различни маси се приложи еднаква сила, тялото с по-малка маса ще получи по-голямо ускорение, докато тялото с по-голяма маса – по-малко ускорение. Може да се каже, че тялото с по-голяма маса се „съпротивлява“ повече на промяната на начина му на движение чрез прилагане на сила.
Третият закон на Нютон гласи следното:
| „ | когато едно тяло действа с някаква сила върху друго тяло, то второто тяло действа върху първото със същата по големина и обратна по посока сила. | “ |

При наличие на две тела A и B с постоянни инертни маси съответно {\displaystyle m_{A}} и {\displaystyle m_{B}}, върху които не действат външни сили, остава само силата, с която A действа на B, която се означава с {\displaystyle F_{AB}}, и силата, с която B действа на A, която се означава с {\displaystyle F_{BA}}. Тогава, според втория закон на Нютон големината на тези сили е:
{\displaystyle F_{AB}=m_{A}a_{A}\,}
и
{\displaystyle F_{BA}=m_{B}a_{B}\,}
където {\displaystyle a_{A}} и {\displaystyle a_{B}} са ускоренията на A и B съответно. Тук се приема, че тези ускорения са различни от нула, поради което и силите между двете тела са различни от нула. Това се случва, например когато телата се сблъскват. В този случай, според третия закон на Нютон:
{\displaystyle F_{AB}=-F_{BA}\,}
Като се замести в предното равенство, се получава:
{\displaystyle m_{A}=-{\frac {a_{B}}{a_{A}}}\,m_{B}}
Поради допускането, че {\displaystyle a_{A}} е различно от нула, е допустимо да се дели на него.
Това е по принцип начина за определяне на инертната маса на дадено тяло. Взима се еталонно тяло и се приема, че неговата маса mB е например 1 килограм. След това може да се измери масата на кое да е тяло, като се сблъсква с еталонното и се сравнят ускоренията.

### Гравитационна маса

#### Гравитационна маса на Кеплер
| Име      |               | Планетите на Кеплер         | Планетите на Кеплер                                                | Планетите на Кеплер |
| Име      | Голяма полуос | Орбитален период            | Маса на слънцето                                                   |                     |
| -------- | ------------- | --------------------------- | ------------------------------------------------------------------ | ------------------- |
| Меркурий | 0.387 099 AU  | 0.240 842 сидерична година  | {\displaystyle 4\pi ^{2}{\frac {{\text{AU}}^{3}}{{\text{y}}^{2}}}} |                     |
| Венера   | 0.723 332 AU  | 0.615 187 сидерични години  | {\displaystyle 4\pi ^{2}{\frac {{\text{AU}}^{3}}{{\text{y}}^{2}}}} |                     |
| Земя     | 1.000 000 AU  | 1.000 000 сидерични години  | {\displaystyle 4\pi ^{2}{\frac {{\text{AU}}^{3}}{{\text{y}}^{2}}}} |                     |
| Марс     | 1.523 662 AU  | 1.880 816 сидерични години  | {\displaystyle 4\pi ^{2}{\frac {{\text{AU}}^{3}}{{\text{y}}^{2}}}} |                     |
| Юпитер   | 5.203 363 AU  | 11.861 776 сидерични години | {\displaystyle 4\pi ^{2}{\frac {{\text{AU}}^{3}}{{\text{y}}^{2}}}} |                     |
| Сатурн   | 9.537 070 AU  | 29.456 626 сидерични години | {\displaystyle 4\pi ^{2}{\frac {{\text{AU}}^{3}}{{\text{y}}^{2}}}} |                     |

Йоханес Кеплер е първият, който дава точно описание на орбитите на планетите и по този начин първият, който описва гравитационната маса. През 1600 г. Кеплер търси работа при Тихо Брахе и добива достъп до астрономически данни с по-голяма точност от тези, с които разполага преди това. Използвайки точните наблюдения на Брахе на планетата Марс, Кеплер осъзнава, че традиционните астрономически методи са неточни в своите прогнози и прекарва следващите пет години в изработването на свой собствен метод за описание на движението на планетите.
В последвалия успешен планетарен модел на Кеплер, той описва орбитите на планетите като елиптични пътища около Слънцето, което се намира в един от фокусите. Концепцията за активна гравитационна маса е непосредствено следствие от Кеплер законите на Кеплер за движението на планетите. Кеплер открива, че квадратът на орбиталния период на всяка планета е пряко пропорционален на куба на главната полуос на орбитата, или че съотношението на тези две стойности е постоянна за всички планети в Слънчевата система. Това съотношение е директна мярка за активната гравитационна маса на Слънцето и е известно като стандартен гравитационен параметър:
{\displaystyle \mu =4\pi ^{2}{\frac {{\text{d}}^{3}}{{\text{t}}^{2}}}\propto {\text{m}}}
където {\displaystyle d} е разстоянието, {\displaystyle t} е времето и {\displaystyle m} е гравитационната маса.

#### Гравитационно поле на Галилео Галилей
Някъде преди 1638 г. Галилео насочва вниманието си към феномена на тела, които падат под влиянието на гравитацията на Земята и се опитва активно да характеризира тези движения. Той не е първият, който проучва гравитационното поле на Земята, нито първият, който описва неговите основни характеристики. Въпреки това неговото осланяне на научни експерименти, за да се установи физически принципи ще има дълбок ефект върху бъдещите поколения учени. Галилео използва редица научни експерименти, за да характеризира движението при свободно падане. Не е ясно дали те са били само хипотетични експерименти, използвани за да се илюстрира концепцията, или реални експерименти, извършени от Галилео, но резултатите, получени от тези експерименти са реалистични и завладяващи. Биография, написана от ученик на Галилей – Винченцо Вивиани посочва, че Галилео е пускал топки от един и същ материал, но с различни маси, от наклонената кула в Пиза да докаже, че времето на падане е независимо от тяхната маса. По времето когато Вивиани твърди, че експериментът е проведен, Галилей все още не е формулирал окончателната версия на своя закон за свободно падане. Той обаче е формулирал по-ранна версия, която прогнозира, че тела от същия материал падат с една и съща скорост.
По-късен експеримент е описан в Two New Sciences, публикуван в 1638 г. Един от измислените герои на Галилео, Салвиати, описва експеримент с бронзова топка и дървена рампа дълга 12 лакти, половин лакът широка и три пръста дебела с права, гладка, полирана бразда. Браздата е облицована с пергамент, гладък и лъскав. В тази бразда е поставен твърда, гладка и съвършено кръгла бронзова топка. Рампата е нагласяна на различни ъгли, за да се забави достатъчно ускорението, така че изминалото време да може да бъде измерено. На топката е позволено да се търкаля известно разстояние надолу по рампата, като се измерва времето, необходимо на топката да се движи на това разстояние. Измерванията се правят с воден часовник. Галилео установява, че за тяло в състояние на свободно падане разстоянието, което пада, винаги е пропорционално на квадрата на изминалото време:
{\displaystyle g={\frac {D}{T^{2}}}\propto {\text{GF}}}
където {\displaystyle D} е разстоянието, {\displaystyle T} времето, а {\displaystyle GF} гравитационното поле.
Галилео Галилей умира на 8 януари 1642 г., като преди това показва, че тела в състояние на свободно падане под влияние на гравитационното поле на Земята имат постоянно ускорение, а Йоханес Кеплер, показва, че планетите следват елиптични орбити под влияние на гравитационната маса на Слънцето. Въпреки това по тяхно време остава разбрана връзката между гравитационното поле на Галилео и гравитационната маса на Кеплер.

#### Гравитационна маса на Нютон
| Луна            | Луна                       | Маса на Земята |
| Голяма полуос   | Орбитален период           | Маса на Земята |
| --------------- | -------------------------- | --- |
| 0.002 569 AU    | 0.074 802 сидерични години | {\displaystyle 1.2\pi ^{2}\cdot 10^{-5}{\frac {{\text{AU}}^{3}}{{\text{y}}^{2}}}=3.986\cdot 10^{14}{\frac {{\text{m}}^{3}}{{\text{s}}^{2}}}} |
| Земно ускорение | Радиус на Земята           | {\displaystyle 1.2\pi ^{2}\cdot 10^{-5}{\frac {{\text{AU}}^{3}}{{\text{y}}^{2}}}=3.986\cdot 10^{14}{\frac {{\text{m}}^{3}}{{\text{s}}^{2}}}} |
| 9.806 65 m/s2   | 6375 km                    | {\displaystyle 1.2\pi ^{2}\cdot 10^{-5}{\frac {{\text{AU}}^{3}}{{\text{y}}^{2}}}=3.986\cdot 10^{14}{\frac {{\text{m}}^{3}}{{\text{s}}^{2}}}} |

Робърт Хук публикува концепцията си на гравитационните сили през 1674 г., в който се посочва, че всички небесни тела изпитват привличане или гравитационна сила към своите собствени центрове и също така привличат всички останали небесни тела, които са в сферата на тяхното влияние. Освен това той посочва, че гравитационното привличане се увеличава с близостта на тялото до собствения център. В кореспонденция от 1679 – 1680 г. между Робърт Хук и Исак Нютон, Хук прави предположението, че гравитационните сили може би намаляват с квадрата на разстоянието между двете тела. Хук призовава Нютон, който е пионер в интегралното и диференциално смятане, математически да определи дали е вярна хипотезата на Хук. Собствените изследвания на Нютон показват, че Хук е прав, но поради лични различия между двамата мъже, Нютон не разкрива това. Исак Нютон мълчи за откритията си до 1684 г. По това време той казва на един приятел, Едмънд Халей, че е решил проблема с гравитационните орбити, но че е загубил решението някъде в кабинета си. След като е насърчен от Халей, Нютон решава да развие своите идеи за гравитацията и да публикува откритията си. През ноември 1684 година Исак Нютон изпраща документ на Едмънд Халей, озаглавен De motu corporum in gyrum (от латински: За движението на телата в орбита). Халей представя откритията на Нютон пред кралското общество в Лондон. Кралското общество публикува цялата колекция на Нютон за своя сметка през май 1686 – 1687 г.. По този начин Исак Нютон прокарва моста над пропастта между гравитационната маса на Кеплер и гравитационното поле на Галилео Галилей, като доказва следното съотношение:
{\displaystyle {\boldsymbol {g}}=-\mu {\frac {\boldsymbol {\hat {R}}}{|{\boldsymbol {R}}|^{2}}}}
където {\displaystyle g} е ускорението, което едно тяло получава, преминавайки през пространство с наличие на гравитационно поле, μ е гравитационната маса (стандартният гравитационен параметър) на тялото, което създава гравитационното поле и {\displaystyle R} е разстоянието между центровете на двете тела.
С намиране на точната връзка между гравитационната маса на едно тяло и гравитационното поле, Нютон дава и втори начин за измерване на гравитационната маса. Масата на Земята може да се определи по метода на Кеплер или чрез измерване на земното ускорение на повърхността на Земята, умножено по квадрата на радиуса на Земята. До днес не е намерен друг, по-точен метод за измерване на гравитационната маса.

### Равенство на инертната и гравитационната маса
Експериментално е доказано, че инертната и гравитационната маси имат една и съща стойност. Тази особеност се описва от принципа на еквивалентност, част от общата теория на относителността.
Гравитационната маса се определя от гравитационната сила, създавана от или влияеща върху тялото, когато то е под въздействието на гравитационно поле. Ако тяло с маса {\displaystyle m_{1}} се постави на разстояние {\displaystyle r} от второ тяло с маса {\displaystyle m_{2}}, всяко от телата изпитва сила на притегляне {\displaystyle {\vec {F}}}, чиято величина е:
{\displaystyle F=G\,{\frac {m_{1}m_{2}}{r^{2}}}\,}
където {\displaystyle G} е гравитационната константа, равна на 6,67 × 10-11 kg−1 m3 s−2.
Понятието за гравитационна маса произлиза от закона на Нютон за гравитацията, споменат по-горе. Ако две тела A и B са на разстояние |rAB| законът за гравитацията приложен към тях, гласи, че ако A и B имат гравитационни маси MA и MB съответно, то всяко тяло се привлича към другото с гравитационна сила с големина:
{\displaystyle |F|={GM_{A}M_{B} \over |r_{AB}|^{2}}}
Горното равенство може да се изрази и по следния начин: ако g е ускорението на тяло с еталонна маса в определена точка на гравитационното поле, то тяло с гравитационна маса M се привлича със сила:
{\displaystyle F=Mg\,}
Това е принципът на измерване на масата чрез измерване на теглото. В простите домашни кантарчета например пружината се деформира пропорционално на силата на теглото F, с което се премества стрелката. Скалата е разграфена с отчитане стойността на g така, че директно да показва масата M.
Измерването на теглото се прави именно с пружинен кантар и се нарича „претегляне“. Под „претегляне“ понякога може да се разбира и измерване на масата чрез везна, при което се сравняват силата на привличане на тялото и еталонни маси (тежести). При този сравнителен метод точната стойност на гравитационното ускорение g е без значение, стига да не е 0. Затова именно е законно само измерването на маса чрез везни, а пружинените кантарчета са за домашна употреба.
Равенството на инертната и гравитационната маси е отразена и в закона на Галилей за свободното падане. Ако на тяло с инертна и гравитационна маси m и M съответно не действуват други сили, освен силата, предизвикана от гравитационното поле g, тогава, съгласно втория закон на Нютон и закона за гравитацията:
{\displaystyle a={\frac {M}{m}}g}
От това следва, че отношението K на инертната и гравитационна маси m и M е еднакво за всички тела тогава и само тогава, ако те падат с еднакво ускорение в едно и също гравитационно поле. А те наистина падат така и това се нарича закон за свободното падане. При подходящо избрани единици за измерване на тези маси K е единица, тоест инертната и гравитационната маси са равни.
Законът за свободното падане е в сила, само когато на телата не действува друга сила, освен гравитацията. Силите на триене и съпротивлението на въздуха трябва да са премахнати или с пренебрежимо малка стойност. На практика един чук пада по-бързо от едно перо. Но перото всъщност не пада свободно, при него теглото и силата на съпротивление на въздуха са с близки големини. Ако обаче същият опит се направи във вакуум, чукът и перото падат еднакво. Това е демонстрирано през 1971 г. от Дейвид Скот, командир на Аполо 15 при кацането му на Луната.
В основата на Общата теория на относителността стои в доразвит вид законът за тъждествеността на инертната и гравитационни маси. Наречен е принцип за еквивалентността на Айнщайн. Принципът за еквивалентността на Айнщайн гласи, че в достатъчно малка област на пространство-време е невъзможно да се направи разграничение между равномерно (постоянно) ускорение и гравитационно поле и че те са практически еквивалентни. Тоест този принцип постулира, че силата, която действа на масивен предмет, предизвикана от гравитационно поле, е резултат от стремежа на тялото да се движи по права линия (с други думи неговата инерция) и трябва да бъде функция на инертната маса и силата на гравитационното поле. С други думи установява, че еквивалентността на инертната и гравитационната маса е фундаментално свойство на природата. Всички предсказани от общата теория на относителността ефекти, като изкривяване на пространство-време са последица от тази еквивалентност.

## Връзка на масата с енергията и импулса
Схващането за масата в класическата механика, изложено по-горе, се допълва от специалната теория на относителността. Тази теория дава по-точно (спрямо класическата механика) описание на явленията и в частност, тя е приложима за обекти, движещи се със скорост, близка до скоростта на светлината, за които класическата механика не е в състояние да даде верни резултати.
Според специалната теория на относителността, масата на свободна микрочастица е свързана с нейните енергия и импулс чрез уравнението:
{\displaystyle {\frac {E^{2}}{c^{2}}}=m^{2}c^{2}+p^{2}} или {\displaystyle {\frac {E^{2}}{c^{2}}}-p^{2}=m^{2}c^{2}}.
където c е скоростта на светлината във вакуум. Това уравнение свързва законите за запазване на масата, енергията и импулса в общ закон за запазване.
Предимството на горното уравнение е, че е приложимо и за безмасови обекти, (m = 0), за които то се свежда до:
{\displaystyle E=pc\,}
Според горното уравнение, енергията на безмасовите обекти е пропорционална на импулса им. Според частната (специалната) теория на относителността, това са обекти, движещи се винаги със скоростта на светлината, например самата светлина, състояща се от фотони.
Масата се изразява чрез енергията и импулса:
{\displaystyle m={\frac {1}{c}}{\sqrt {{\frac {E^{2}}{c^{2}}}-p^{2}}}}.
В собствената отправна система на тялото неговата скорост е нула, респективно и импулса му. Тогава уравнението за маса-енергия-импулс добива вида:
{\displaystyle E_{0}=mc^{2}\,}
Това означава, че енергията на едно тяло, измерена в собствената му отправна система, неговата вътрешна енергия е пропорционална на масата му, умножена по скоростта на светлината на квадрат.
От горното може да се направи извода, че масата и енергията са едно и също нещо, т.е. че са еквивалентни, но към това обобщение трябва да се подхожда много внимателно. Масата на тялото, дефинирана по-горе, зависи от самото тяло, но не и от отправната система. От друга страна енергията E зависи от отправната система. Ако отправната система се движи спрямо тялото със скорост, близка до скоростта на светлината, неговата енергия е много голяма, защото то, спрямо тази система има голяма кинетична енергия. Затова, {\displaystyle E_{0}=mc^{2}\,} е относително т.е. то е вярно само за собствената отправна система на тялото.
Допълнително объркване идва от първите публикации за относителността, където се въвежда т.нар. релативна маса (или релативистка маса), равна на E/c2. Приема се, че масата и енергията са еквивалентни и тяхната големина не зависи от отправната система. Понастоящем, идеята за „релативна маса“ се отхвърля от физиците.
След като дефинирахме какво е маса на едно тяло, нека да видим каква е връзката между маса и енергия в процеса на движение.  За целта ще преобразуваме уравнението за маса-енергия-импулс така:
{\displaystyle E=mc^{2}{\sqrt {1+\left({p \over mc}\right)^{2}}}}
Ако импулсът p е пренебрежимо малък спрямо mc, ние можем да разложим квадратният корен в ред на Тейлър и ще получим:
{\displaystyle E=mc^{2}+{p^{2} \over 2m}+\cdots }
Първият член, който е най-голям, е собствената енергия на тялото. Тялото винаги има тази енергия, независимо какъв е неговият импулс. Вторият член е кинетичната енергия според класическата механика. Следващите членове са поправка към кинетичната енергия.
При обикновени условия, собствената енергия на тялото е недостъпна, тоест, тя не може да върши механична работа. Когато тялото удря нещо, то извършва работа, като предава импулса и кинетичната си енергия чрез удара. Понеже собствената енергия зависи само от масата на тялото, а тя не се променя при удара, не е възможно да се превърне в кинетична енергия.
Но собствената енергия на тялото е достъпна при разцепване или обединяване на елементарни частици. Масата, както я дефинирахме, се запазва при тези процеси. Най-простият пример е анихилацията на електрон и позитрон, при която се получават два фотона: Електронът и позитронът имат маси, а получените фотони са безмасови обекти, но имат импулс и се разбягват в противоположни посоки. При тези процеси, собствената енергия на компонентите се превръща в кинетична енергия на получените продукти. Това, че собствената енергия може да се освободи по този начин, е едни от най-важните изводи от тази теория. Други примери са ядреният разпад и синтез. Обмяната на веществата, горенето и другите екзотермични химически реакции също превръщат маса в енергия, но се ползва само малка част от масата.
В частната (специалната) теория на относителността, законите за запазване на масата, енергията и импулса са обединени в общ закон за запазване:
{\displaystyle {\frac {E^{2}}{c^{2}}}-p^{2}=m^{2}c^{2}}.